# Саша Барон Коен
Са́ша Но́ем Баро́н Ко́ен (англ. Sacha Noam Baron Cohen) (нар. 13 жовтня 1971) — британський комедійний актор, відомий завдяки своїм дуже успішним персонажам: Ali G (MC та гангстер), Борат Саґдієв (казахський репортер) і Бруно (австрійський гомосексуал — ведучий fashion-шоу). Як і його кумир Пітер Селлерс, Барон Коен використовує різні акценти і обличчя своїх персонажів. В образі своїх персонажів він взаємодіє з людьми, які нічого не підозрюють, і висміює їх. З приводу цих взаємодій The Observer писав: «Його кар'єра була побудована на тому, щоб розводити людей, зберігаючи при цьому незворушне обличчя».

## Біографія
Саша Барон Коен народився 13 жовтня 1971 року в єврейській сім'ї в Гаммерсміті, Лондон. Батьки — Джеральд і Даніела Барон Коен. Батько тримав магазин чоловічого одягу.
Саша почав грати на сцені ще в час навчання в коледжі. У 1994 році з'явився в телепередачі «The Word» на Channel 4 в образі албанського репортера Крісто, який пізніше трансформувався в казахського журналіста Бората Саґдієва. Ще одним сценічним образом Барон Коена є репер Алі Джі. У цьому амплуа артист веде свою програму на MTV, брав участь у зйомках декількох фільмів (він озвучував лемура Джуліана в анімаційній стрічці «Мадагаскар») і музичних кліпів, у тому числі знявся в ролику Мадонни «Music». Іншим сценічним персонажем Барон Коена є австрійський гомосексуал Бруно — ведучий fashion-шоу.
Актор повинен був зіграти Фредді Мерк'юрі в проєкті, вихід якого був запланований на 2014 рік, але покинув проєкт через творчі розбіжності з учасниками групи Queen.
На церемонії вручення премії Оскар-2016 Саша Барон Коен знову з'явився в образі свого персонажа Алі Джі.
Інші роботи Барона Коена включають озвучування короля Жюльєна XIII в серії мультфільмів «Мадагаскар» (2005—2012) і поява в таких фільмах як «Рікі Боббі: Король дороги» (2006), «Свіні Тодд, демон-перукар з Фліт-стріт» (2007), «Хранитель часу» (2011) і «Знедолені» (2012). Він знявся в епізодичній ролі ведучого новин Бі-бі-сі у фільмі «Телеведучий 2: І знову здрастуйте» (2013).
У 2016 році Барон Коен у тандемі з Марком Стронгом у новому фільмі «Брати з Ґрімсбі» висміював уже звичаї стереотипного лондонського робітничого класу. Саша зіграв тупуватого футбольного фаната, а Марк — його брата, спецагента, який провалив завдання. Разом ця парочка повинна вберегти країну від смертельної загрози.
Того ж року Барон Коен знявся у фільмі «Аліса в Задзеркаллі».
У 2018 році він виступив автором міні-серіалу «Хто є Америка?», де так само виконав кілька головних ролей, за що був номінований на премії «Золотий глобус» у категорії «Кращий актор в телевізійному серіалі — комедія або мюзикл» і три «Еммі».
У 2019 Барон Коен зіграв ізраїльського розвідника Елі Коена у міні-серіалі від Netflix «Шпигун». Виявилося, що актор вельми комфортно почуває себе в жанрі історичної драми і вміє бути серйозним. Він був номінований на «Золотий глобус» у номінації «Кращий актор — міні-серіал або телефільм».
Барон Коен був названий кращим новачком на British Comedy Awards в 1999 році, за шоу «The 11 O'Clock Show». Відтоді він отримав дві премії BAFTA за «Шоу Алі Джі», чотири номінації на премію «Еммі», номінацію на премію «Оскар» у категорії «Кращий адаптований сценарій» і премію «Золотий глобус» у категорії «Кращий актор — комедія або мюзикл» за роботу над художнім фільмом «Борат». Після виходу «Бората» Барон Коен заявив, що Борат і Алі Джі йдуть у відставку, тому що публіка дуже добре знайома з цими персонажами. Після виходу фільму «Бруно» він сказав, що і цей персонаж теж піде у відставку. На церемонії вручення премії British Comedy Awards 2012 року він отримав нагороду за видатні досягнення, прийнявши її в образі Алі Джі.
У 2013 році на премії «Британія» він отримав нагороду Чарлі Чапліна за видатні досягнення в області комедії.
У 2018 році газета The Times назвала Барона Коена одним із 30 найкращих нині живих коміків, а в 2019 році телеканал Gold включив його в список найвидатніших британських коміків.
У 2020 році, незважаючи на пандемію COVID-19, артист виплескує ідеями. Так, він з'явився на мітингу ультраправих консерваторів в образі музиканта-реднека і заспівав кілька неполіткоректних пісень. У текстах звучали заклики «вколоти Уханьський грип всім лібералам», особливо Бараку Обамі. А Гілларі Клінтон «співак» і зовсім закликав відправити за ґрати. Крім того, Коен пропонував порубати членів ВООЗ на шматочки, а на Китай скинути атомну бомбу. Організатори мітингу не змогли ні відключити звук, ні прибрати Сашу зі сцени, оскільки він завбачливо оточив себе хлопцями з власної служби безпеки, щоб закінчити виступ.
У 2019 році знявся у біографічному трилері Аарона Соркіна «Суд над чиказькою сімкою». Це історія про події 1968 року в Чикаго, коли сімом активістам, які виступали проти війни у В'єтнамі, було пред'явлено звинувачення у змові проти уряду.
Також у мережі з'явилися повідомлення про те, що Барон Коен таємно зняв сиквел «Бората», який мав робочу назву «Борат: Подарунок порнографічної мавпи віце-прем'єру Майклу Пенсу на користь недавно скоротився народу Казахстану». У прокат фільм вийшов до президентських виборів в Америці під дещо іншою назвою «Наступний фільм про Бората: Передача величезного хабара американському режиму для отримання вигоди колись славному народу Казахстану» (англ. Borat Subsequent Moviefilm: Delivery of Prodigious Bribe to American Regime for Make Benefit Once Glorious Nation of Kazakhstan). Незважаючи на ситуацію з COVID-19 фільм отримав багатомільйонну авдиторію та виграв «Золотий глобус — 2021» у номінації «Найкращий фільм (комедія або мюзикл)».
У 2025 році вийшов телесеріал «Залізне серце», що входить до Кіновсесвіту Marvel, у якому Саша Барон Коен зіграв відомого демона Мефісто.

## Особисте життя
2010 року одружився з австралійською актрисою Айлою Фішер. Пара зустрічалася п'ять років, весілля відбулося 2010 року після того, як Фішер прийняла юдаїзм. У березні 2024 року пара розлучилася.

## Сім'я
- Брат — Ерран Барон Коен (нар. 1968), трубач і композитор, засновник групи Zohar. Написав музику пісні «О, Казахстан» для стрічки «Борат», також музику серіалу «Da Ali G Show».
- Двоюрідні брати — психолог і психопатолог Саймон Барон Коен (нар. 1958); театрознавець Ден Барон Коен (нар. 1957); сценарист і режисер Еш Барон Коен (нар. 1967).
- 2010-2024 — був одружений з актрисою Айлі Фішер
  - донька Олів (н. 19 жовтня 2007)
  - донька Елул (н. влітку 2010)
  - син Монтгомері Мозес Брайан Барон Коен (н. 17 березня 2015)

## Персонажі

### Ali G

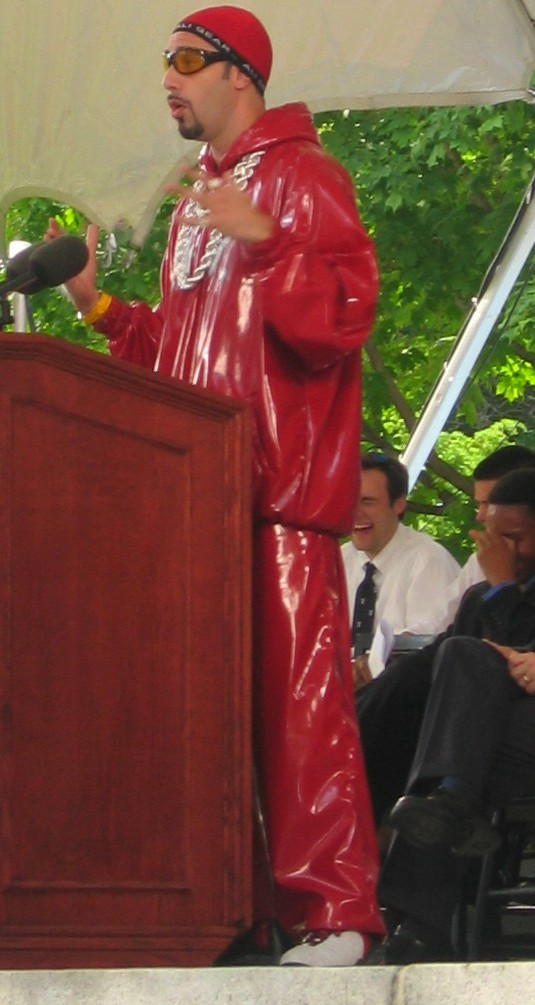
Барон Коен виголошує промову на церемонії вручення дипломів як Алі Джі у Гарварді в 2004 році

Ali G (Алі Джі) — вигаданий емсі з передмістя Іст-Енда, заклопотаний науковими питаннями. Основний персонаж «Da Ali G Show», окрім останніх персонажів — Бруно і Бората. В образі Алі Джі Барон Коен висміював молодіжну клубну субкультуру пізніх 90-х і білих людей, які бездумно імітують африканську поп-культуру заради, як сказали б зараз, хайпу. Алі Джі — інтелігентний, дурнуватий, наївний молодий чоловік: під прикриттям цього способу Саша Барон вів сатиричну передачу, де обговорював серйозні соціальні і наукові питання, брав інтерв'ю у представників різних професій і верств населення. Підхід був приблизно такий, як у мультсеріалі South Park: «сміємося над сумним і над самими собою». Харизма в Алі Джі неабияка: одного разу в ефірі своєї програми він умовив Мохаммеда Аль-Файєда (один із найвпливовіших бізнесменів у світі) прочитати реп.

### Борат Саґдієв

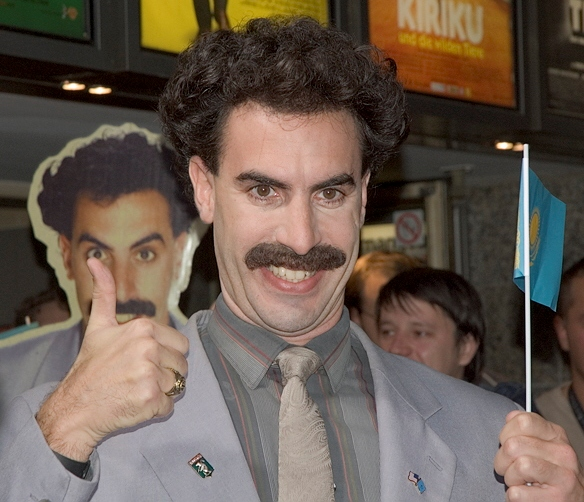
Саша Барон Коен у ролі Бората Саґдієва.

Борат Саґдієв — вигаданий казахський журналіст, за своїм світоглядом сексист, гомофоб і расист. Головний герой фільму «Борат: Культурні вивчення Америки, щоб зробити процвітання видатної країни Казахстан». Предметом жартів у «Бораті» стає лицемірна американська політкоректність, прихований расизм, обмеженість мислення і небажання знати про те, що відбувається за межами країни.
Картина була в більшості сприйнята скандально, але позитивно, лише у двох країнах викликала реакцію заперечення: фільм не вийшов у прокат у Казахстані та в Росії. Згодом ставлення змінилася: престиж Казахстану в міжнародному масштабі насправді не постраждав, це визнав навіть посол держави у Великій Британії Ерлан Індріса, заявивши, що «Борат» змусив увесь світ говорити про його країну.
Ще більший розголос отримав сиквел фільму «Борат 2» під довгою назвою «Наступний фільм про Бората: Передача величезного хабара американському режиму для отримання вигоди колись славному народу Казахстану» (англ. Borat Subsequent Moviefilm: Delivery of Prodigious Bribe to American Regime for Make Benefit Once Glorious Nation of Kazakhstan), який незважаючи на ситуацію з Ковід-19 отримав багатомільйонну авдиторію та виграв «Золотий глобус 2021» у номінації «Найкращий фільм (комедія або мюзикл)».

### Бруно
Бруно — австрійський тележурналіст, що робить репортажі на такі теми як мода, розваги, знаменитості і гомосексуальність.
Бруно став ще одним персонажем-провокацією, за допомогою якого Саша Барон Коен звернув увагу на проблеми сексуальних меншин, зачепивши заодно індустрію моди.
Напередодні офіційного виходу фільму в американському сінема-блозі Defamer опублікували новину про те, що оригінальна назва «Бруно» нібито звучить як «Бруно: Чудова подорож Америкою з метою змусити чоловіків-гетеросексуалів відчути себе явно ніяково в присутності блакитного іноземця у футболці-сіточці». Інформація виявилася «качкою», хоча вигадка повною мірою відображала суть картини.
Фільм не можна назвати «гей-пропагандою», тому що творці висміюють багато явищ цієї культури: всі «проколи» Бруно пов'язані не з його орієнтацією, а з тим, як він її підносить.
Хаффаз Аладін
Генерал-адмірал Хаффаз Аладін (англ. Admiral General Aladeen) — диктатор багатої нафтою північноафриканської країни Вадії (вигаданої держави, розташованої на місці Еритреї. «Ва̄дӣ» (وادي) у перекладі з арабської — долина або пересохле русло річки). Його влада абсолютна і безмежна. Він ексцентричний, розбещений і егоїстичний правитель у кращих традиціях східного деспота. Любить безтурботно веселитися і завжди перемагати (з цією метою організував власні Літні Олімпійські ігри, на яких особисто завоював всі золоті медалі). Обожнює розкіш, дорогих і відомих жінок. Жорстоко розправляється з людьми, які посміли йому перечити або просто не припали до вподоби. Водночас досить наївний і безтурботний як у зовнішній політиці своєї держави, так і в палацових інтригах свого дядька Таміра. Є шанувальником Кім Чен Ина і одним з останніх «реліктових» диктаторів на планеті. Критикує демократію і лібералізм як брехливі і шкідливі ідеології, що розбещують суспільство і сіють хаос (ймовірно відсилання до робіт Платона, Бенджаміна Франкліна, Льва Тихомирова, П'єра де Шардена). Перед смертю свого батька присягнувся, що західна демократія ніколи не прийде в його так любовно гноблену країну.

## Фільмографія
| Рік       |    | Українська назва                   | Оригінальна назва                           | Роль                                 |
| --------- | -- | ---------------------------------- | ------------------------------------------- | ------------------------------------ |
| 1988      | с  | Жителі Іст-Енду                    | EastEnders                                  | студент (епізод 316)                 |
| 1998—1999 | с  |                                    | The 11 O'Clock Show                         | Алі Джи (45 епізодів)                |
| 2000—2004 | с  | Шоу Алі Джи                        | Da Ali G Show                               | Алі Джи, Борат Саґдієв (18 епізодів) |
| 2000      | ф  | Останній рахунок веселих хлопців   | The Jolly Boys' Last Stand                  | Вінні                                |
| 2002      | ф  | Алі Джи в парламенті               | Ali G Indahouse                             | Алі Джи, Борат Саґдієв               |
| 2003      | кф |                                    | Spyz                                        | Алі Джи, Джеймс Бонд                 |
| 2005      | мф | Мадагаскар                         | Madagascar                                  | Джуліан (озвучення)                  |
| 2005      | с  | Угамуй свій запал                  | Curb Your Enthusiasm                        | янгол-охоронець (S5-E10)             |
| 2006      | ф  | Рікі Боббі: Король дороги          | Talladega Nights: The Ballad of Ricky Bobby | Жан Жерар                            |
| 2006      | ф  | Борат                              | Borat                                       | Борат Саґдієв                        |
| 2007      | ф  | Свіні Тодд                         | Sweeney Todd                                | Адольфо Піреллі                      |
| 2008      | мф | Мадагаскар 2                       | Madagascar: Escape 2 Africa                 | Джуліан (озвучення)                  |
| 2009      | ф  | Бруно                              | Brüno                                       | Бруно                                |
| 2010      | мс | Сімпсони                           | The Simpsons                                | Джейкоб (S21-E16)                    |
| 2011      | ф  | Хранитель часу                     | Hugo                                        | Аладін, Ефавад                       |
| 2012      | ф  | Диктатор                           | The Dictator                                | Гюстав Дасте                         |
| 2012      | мф | Мадагаскар 3                       | Madagascar 3: Europe's Most Wanted          | Джуліан (озвучення)                  |
| 2012      | ф  | Знедолені                          | Les Misérables                              | мсьє Тенардьє                        |
| 2013      | ф  | Телеведучий: Легенда продовжується | Anchorman 2: The Legend Continues           | ведучий BBC (камео)                  |
| 2016      | ф  | Брати з Ґрімзбі                    | Grimsby                                     | Норман «Ноббі» Ґрімзбі               |
| 2016      | ф  | Аліса в Задзеркаллі                | Alice Through the Looking Glass             | Час                                  |
| 2019      | с  | Шпигун                             | The Spy                                     | Елі Коен (6 епізодів)                |
| 2020      | ф  | Суд над чиказькою сімкою           | The Trial of the Chicago 7                  | Еббі Хоффман                         |
| 2020      | ф  | Борат 2                            | Borat Subsequent Moviefilm                  | Борат Саґдієв                        |
| 2021      | мф | Лука                               | Luca                                        | Дядько Уґо (озвучення)               |
| 2024      | с  | Дисклеймер                         | Disclaimer                                  | Роберт Рейвенскрофт (7 епізодів)     |
| 2025      | с  | Залізне серце                      | Ironheart                                   | Мефісто (S1-E6)                      |

### Відеокліпи
- Мадонна, Music (2000)
- Shaggy, Me Julie (2002)